# Memphis beatrix
Espèce
Memphis beatrix est une espèce d'insectes lépidoptères (papillons) de la famille des Nymphalidae, de la sous-famille des Charaxinae et du genre Memphis.

## Dénomination
L'espèce Memphis beatrix a été décrite par l'entomologiste britannique Herbert Druce en 1877 sous le nom initial de Paphia beatrix.

### Synonyme
- Paphia beatrix (Druce, 1874) protonyme
- Anaea beatrix (Godman & Salvin, 1884) [2]

### Nom vernaculaire
Memphis beatrix se nomme Beatrix Leafwing en anglais.

### Sous-espèce
- Memphis beatrix pseudiphis, Staudinger 1887[4]. Considéré par certains comme une espèce Memphis pseudiphis

## Description
Memphis beatrix est un papillon d'une envergure d'environ 50 mm, aux ailes antérieures à bord costal bossu, apex angulaire, bord externe presque droit, angle interne en crochet et bord interne très concave. Chaque aile postérieure porte une queue.
Le dessus est bleu marine presque noir avec une partie basale bleu métallisé plus ou moins importante et orné aux ailes antérieures de quelques taches bleu proche de l'apex.
Le revers est gris foncé à reflets métallisés et simule une feuille morte.

## Biologie

### Plantes hôtes
Les plantes hôtes de sa chenille sont des Piper.

## Écologie et distribution
Memphis beatrix est présent au Costa Rica, à Panama en Colombie et en Équateur,.

### Protection
Pas de statut de protection particulier.